# Minua parva
Minua parva is een hooiwagen uit de familie Minuidae.